# Elina Avanesjan
Elina Araratovna Avanesjan (russisk: Элина Араратовна Аванесян, født 17. september 2002 i Pjatigorsk, Rusland) er en professionel tennisspiller fra Rusland.